# علي بن عمر البلوي
علي بن عمر البلوي كان حاكمًا فاطميًا قصير الأمد لصقلية في 912-913 م.
كان أول حاكم فاطمي للجزيرة الصقليّة هو الحسن بن أحمد بن أبي خنذر، وقد جعلَته سياساته غير محبوب لدى جند صقلية، الذين أطاحوا به وطلبوا من الخليفة الفاطمي المهدي بالله أن يرسل لهم حاكمًا جديدًا. وقد تم منح لهم ذلك، وحكم صقلية مسؤول ضرائب، معروف فقط بلقب صاحب الخُمس، حتى وصول علي بن عمر البلوي في آب 912. ويُوصف البلوي بأنه "رجل مسن لطيف"، ولم يكن محبوبًا لدى القوات. في أوائل عام 913، قُتل صاحب الخُمس، وطُرد شقيق ابن أبي خنذر من جرجنت ، وعُزل البلوي. من عام 913 إلى 916 كانت صقلية في حالة ثورة ضد الفاطميين، تحت حكم أحمد بن قرب.